# Friedrich August von Rudloff
Friedrich August Rudloff, seit 1817: von Rudloff (* 6. Februar 1751 in Rostock; † 14. Mai 1822 in Schwerin) war ein deutscher Verwaltungsjurist und Historiker.

## Leben

### Familie
Friedrich August Rudloff war der Sohn des damaligen mecklenburgischen Landsyndicus Ernst August Rudloff (1712–1775) und dessen Frau Ilsabe, geb. Prehn († 23. November 1788), der Tochter eines Rostocker Rathsherrn. Der spätere hannoversche Geheime Kabinettsrat Wilhelm August Rudloff war sein älterer Bruder, wodurch Friedrich August der Onkel des späteren hannoverschen Generalpostdirektors Wilhelm August von Rudloff war.

### Werdegang
Friedrich August Rudloff studierte ab 1768 Rechtswissenschaften, zunächst an der Universität Leipzig und ab April 1769 an der Universität Bützow. Bis 1774 war er in der Bibliothek seines Vaters auf dem Gut Moïsall mit Ausarbeitungen aus dessen handschriftlichen Sammlungen aus Johann Friedrich Chemnitz’ Chronicon für die Bützower Professoren Adolf Friedrich Trendelenburg und Wilhelm August Rudloff (seinen Bruder) beschäftigt. Diese sollten für Herzog Friedrich das Werk von Chemnitz fortführen, was aber nie zu Stande kam. Dadurch fasste aber Rudloff selbst den Plan zu einer urkundlichen Geschichte Mecklenburgs. 1774 trat er in den mecklenburgischen Staatsdienst, wurde Steuerrat in Güstrow und erhielt 1776 den Titel Hofrat. Inzwischen war sein Vater 1775 gestorben. Das Rittergut Moïsall mit Moorhagen ging in der Erbteilung auf ihn über, ebenso die handschriftliche Sammlungen seines Vaters zur mecklenburgischen Geschichte.
1776 wurde er an das Geheime Raths- und Regierungscollegium nach Schwerin berufen und erhielt den Titel Geheimer Legationssecretär. Im gleichen Jahr erwarb er sich ein bleibendes Verdienst durch den von ihm geschaffenen „Herzoglich Mecklenburg-Schwerinischen Staatskalender“, der ständig von ihm verbessert wurde und sich zu einem unentbehrlichen Nachschlagewerk entwickelte. Die Redaktion ging von ihm später auf den Sohn seiner Schwester, Hofrat Peter Friedrich Rudolf Faull, und nach dessen Tod auf das großherzogliche Statistische Büro über.
1790 wurde er Erster Geheimsekretär mit dem Titel Legationsrat. 1796 und 1797 nahm er als Gesandter von Herzog Friedrich Franz I. am Hildesheimer Kongress teil. 1799 wurde er Wirklicher Regierungsrat und verschaffte Mecklenburg in der Folgezeit durch historisch untermauerte Ansprüche auf Kirchengut Gebietsgewinne aus dem Reichsdeputationshauptschluss. In der Franzosenzeit trat er nur wenig hervor. Ab 1802 war er auch Gutsherr auf Bössow (heute Ortsteil von Warnow (bei Grevesmühlen)). 1813 war er an der Neuordnung des Landes in Rostock beteiligt, die Universität Rostock verlieh ihm bei dieser Gelegenheit den juristischen Ehrendoktor.
Am 1. September 1817 erhob ihn Kaiser Franz in den erblichen Adelstand. Er hatte einen Sohn, den preußischen Generalmajor Karl Gustav von Rudloff (1782–1872).

## Werk
Neben dem Staatskalender trat Rudloff als Verfasser einer urkundlichen, vom Tand der Erfindungen und gelehrter Spielerei und Fabelei, abgesehen von der Herübernahme der slavischen „Könige“, freien, Darstellung der Geschichte Mecklenburgs hervor. Der 1. Teil des „Pragmatischen Handbuchs der Mecklenburgischen Geschichte“ erschien 1780; 1785 folgten der 2. Teiles 1. und 2. Abteilung und 1786 die 3. und 4. Abteilung. Diese stellten die Geschichte bis 1508 dar. Im Jahr 1794 erschien vom 3. Theil, der bis 1755 reichen sollte, der erste Band bis zum Jahre 1572. Vom ersten Band erschien 1795 eine 2. Auflage. Hier kam das Werk zunächst zum Erliegen. In der Monatsschrift von und für Mecklenburg ließ Rudloff 1788 stückweise die wichtigsten Urkunden erscheinen. Der Verleger gab die schon herausgegebenen 34 Nummern mit einer Anzahl neuer (bis 1305) und mit einer voraufgehenden „Geschichte der Grafen von Danneberg in Mecklenburg“ als Codex diplomaticus Historiae Magapolitanae Fascic. I oder Urkundenlieferung zur Kenntnis der Mecklenburgischen Vorzeit, 1. Heft 1789 heraus. Mit dem 2. Heft, das 1790 erschien und Dokumente bis 1329 enthielt, stellte sich das Unternehmen jedoch als unrentabel heraus.
Später gab ein Besitzerwechsel des Verlages ihm die Gelegenheit, die Zeit von 1503 bis 1572 aufs Neue durchzuarbeiten, die Jahre 1572–1621 bis zur Güstrower Landesteilung hinzuzufügen und sie als 3. Teiles 1. und 2. Band, aber mit dem neuen Haupttitel Neuere Geschichte von Mecklenburg 1. und 2. Band 1821 und 1822 erscheinen zu lassen.
1810 ließ er in Schwerin die Stammtafel der Familie Rudloff erscheinen, die er auf drei Jahrhunderte zurückführen konnte.

## Werke
- Das ehemalige Verhältniß zwischen dem Herzogthum Mecklenburg und dem Bisthum Schwerin, aus Urkunden und Geschichtsbüchern berichtiget: Bei Gelegenheit einer bevorstehenden Inkorporation der zu letzterem gehörigen Ritterschaft in die Mecklenburgische. Schwerin: Bärensprung 1774
- Ueber die Zuläßigkeit oder Unzuläßigkeit Landesherrlicher Bedienten bey landständischen Versammlungen: ein Versuch. Schwerin: Bärensprung 1774
- Pragmatisches Handbuch der Mecklenburgischen Geschichte.

Digitalisat von Band 1 (1780); Exemplar der Bayerischen Staatsbibliothek
Digitalisat von Band 2, 1/2 (1785); Exemplar der Bayerischen Staatsbibliothek
Digitalisat von Band 2, 3/4 (1786); Exemplar der Bayerischen Staatsbibliothek
- Geschichtliche Übersicht des bisherigen Hergangs des Warnemünder Zolles. S.l., [1787]
- Codex diplomaticus historiae Megapolitanae medii aevi.

Digitalisat von Band 1 (1789); Exemplar der Bayerischen Staatsbibliothek
Digitalisat (fehlerhaft); Exemplar der Bayerischen Staatsbibliothek
- Pro-Memoria die Ansprüche des Herzoglichen Hauses Mecklenburg-Schwerin auf zwey Canonicate des Dom-Stifts zu Straßburg betreffend . S.l. [1791]
- Das Mecklenburgische Reichs-Contingent gegen Frankreich: in einer Reihe öffentlicher Verhandlungen, mit Anmerkungen.  Schwerin 1793
- Herzoglich Mecklenburg Schwerinisches Promemoria wegen Verweigerung der Kammerzieler für die Stadt Wismar. Schwerin 1794
- Das Präsentations-Recht bei Pfarr Besetzungen des Fürstenthums Schwerin. Ein Beitrag zum Mecklenburgischen geistlichen Recht. Schwerin: Bärensprung 1801

Digitalisat des Exemplars der Bayerischen Staatsbibliothek
- Versuch einer richtigen Auslegung und Anwendung des Hauptschlußes der ausserordentlichen Reichs-Deputation zu Regensburg. Schwerin 1804
- Neuere Geschichte von Mecklenburg. 2 Bände. Rostock: Stiller 1821/22

Digitalisat von Band 2; Exemplar der Bayerischen Staatsbibliothek